# Planta-mãe
Uma planta-mãe  ou pé-mãe  é uma planta que é conservada em estado de desenvolvimento juvenil, por meio de consecutivas e sistemáticas podas, por molde a poder-se tirar dela estacas caulinares ou rebentos, que possam ser usados para criar mais plantas da mesma espécie.

## Definições legais
Nos conformes da legislação portuguesa que tutela a produção, controlo, certificação e comercialização de materiais de propagação e de plantação de espécies hortícolas, atento o Decreto-lei n.º 82/2017 de 18 de julho, há diversas variedades de plantas-mãe:
- Plantas-mãe base, que são as que servem para obter outras plantas-mãe, da categoria legal de «base»;[3]

- Plantas-mãe pré-base, que são as que servem para obter plantas da categoria legal de «pré-base»;[3]

- Plantas-mãe certificadas, que são as que servem para obter plantas de categoria legal certificada.[3]

A conformidade legal das diversas variedades de plantas-mãe é assegurada e fiscalizada nos conforme dos requisitos elencados na parte I do sobredito Decreto-lei n.º 82/2017.